# Dennō Senshi Porigon
"Dennō Senshi Porigon" (Nhật: でんのうせんしポリゴン tạm dịch: "Chiến binh Máy tính Porygon", hay "Chiến binh Điện tử Porygon") là tập phim thứ 38 trong mùa đầu tiên của loạt anime Pokémon. Tập phim chỉ phát sóng một lần duy nhất tại Nhật Bản vào tối ngày 16 tháng 12 năm 1997 trên 37 kênh truyền hình và được khoảng 4,6 triệu hộ gia đình theo dõi. Tập phim do Itani Kiyotaka đạo diễn và Takegami Junki soạn kịch bản. Trong tập này, Satoshi và những người bạn đi đến một trung tâm Pokémon, nơi có một thiết bị vận chuyển Pokéball gặp sự cố. Tiến sĩ Akihabara, người chế tạo ra cỗ máy, kết luận rằng lỗi này do virus máy tính gây ra. Ông cho biết chính Đội Rocket đứng đằng sau mọi chuyện, và đưa nhóm Satoshi cùng Pokémon Porygon vào không gian ảo để ngăn chặn bọn họ.
Điểm đáng chú ý của tập phim này là sử dụng những hiệu ứng hoạt họa khiến một lượng đáng kể người xem bị động kinh, sự cố mà về sau được giới truyền thông Nhật Bản gọi là "Pokémon Shock" (ポケモンショック Pokémon Shokku, Cú sốc Pokémon). 685 người xem đã được đưa vào bệnh viện; trong đó có hai người phải tiếp tục nằm điều trị trong hai tuần. Tai nạn này đã gây chấn động dư luận Nhật Bản và thu hút sự chú ý của truyền thông quốc tế. Kênh truyền hình điều hành sản xuất tập phim là TV Tokyo đã phải xin lỗi công khai người dân toàn quốc, đồng thời Chính phủ Nhật Bản cấm phát sóng lại tập này trên toàn thế giới. Sau sự cố, anime Pokémon bị gián đoạn khoảng bốn tháng, và nó xuất hiện trở lại vào tháng 4 năm 1998 với nhiều sự thay đổi trong khâu chiếu phát. Tập phim đã bị nhại lại trong truyền thông đại chúng, bao gồm một vài tập trong The Simpsons và South Park.

## Cốt truyện
Một lần trong chuyến hành trình của mình, Satoshi, Kasumi và Takeshi buộc phải tìm đến một Pokémon Center ở Matcha City do Pikachu cảm thấy mệt mỏi. Tại đó họ thấy y tá Jōi đang gặp rắc rối với một hệ thống vận chuyển pokémon bị lỗi. Cô phải nhờ Tiến sĩ Akihabara—một trong những người phát minh ra cỗ máy này—giúp đỡ, và cùng với Takeshi đã kết luận rằng nguyên nhân có thể nằm ở virus máy tính. Tiến sĩ Akihabara giải thích về một loại vắc-xin kháng lại virus, nhưng đang nói ông đột nhiên hốt hoảng và chạy ra khỏi Pokémon Center. Satoshi, Kasumi, Takeshi và Pikachu tìm đến nhà vị tiến sĩ và phát hiện ra nhóm Rocket đã ăn cắp con Porigon nguyên mẫu của ông, vốn là một pokémon kỹ thuật số có thể di chuyển trong không gian ảo, và họ đang dùng nó để đánh cắp pokémon của các huấn luyện viên từ bên trong hệ thống máy tính.
Tiến sĩ Akihabara đưa nhóm bạn Satoshi vào không gian ảo nhờ con Porigon thứ hai của ông nhằm ngăn cản nhóm Rocket – lúc này đã tìm ra cách thiết lập một hàng rào đón bắt các quả bóng Poké từ mạng lưới vận chuyển. Con Porigon này giao đấu trực diện với Porigon mà nhóm Rocket lấy trộm, trong khi nhóm Satoshi tập trung khắc phục sự cố. Không may, y tá Jōi đã vô tình nhờ các kỹ thuật viên cài đặt một chương trình diệt virus vào hệ thống. Chương trình này tự động xem những thực thể sống bao gồm con người là virus và tìm cách tiêu diệt tất cả những ai đang có mặt bên trong. Pikachu đã dùng đòn 100.000 Vôn đánh trả "tên lửa vắc-xin", gây ra một vụ nổ có sức công phá mạnh đến nỗi đánh sập nhà của Tiến sĩ Akihabara.
Cả nhóm Satoshi và nhóm Rocket đều may mắn thoát khỏi hệ thống một cách an toàn và gặp lại Tiến sĩ Akihabara, người đang xót xa căn nhà nay đã tan hoang của mình. Nhóm Rocket cảm ơn Satoshi vì đã cứu họ khỏi những quả tên lửa, rồi nhanh chóng bỏ đi mà quên mang theo con Porigon từng đánh cắp. Với việc hàng rào của nhóm Rocket bị loại bỏ, hệ thống vận chuyển ở Pokémon Center đã trở lại hoạt động bình thường. Y tá Jōi rất vui mừng trước việc này, nhưng không hề hay biết rằng chính Satoshi và các bạn trong không gian ảo đã sửa chữa cỗ máy, và họ quyết định không kể lại cho cô ấy nghe về cuộc mạo hiểm vừa trải qua.

## Sự cố phát sóng
"Dennō Senshi Porigon" được chiếu ở Nhật Bản vào thứ Ba, ngày 16 tháng 12 năm 1997 lúc 18:30 (giờ JST). Tập phim phát sóng trên hơn 37 kênh truyền hình địa phương, là chương trình được theo dõi nhiều nhất trong khung giờ đó, với khoảng 4,6 triệu hộ gia đình đang ngồi trước màn ảnh. Kết quả khảo sát của Video Research cho thấy tỉ suất khán giả xem tập phim tính trong vùng Kantō (qua kênh TV Tokyo) là 16,5%, và ở vùng Kinki (qua kênh TV Osaka) là 10,4%. Ước tính lượng khán giả ở độ tuổi từ 4 đến 12 theo dõi tập phim ngày hôm đó là 3,45 triệu người.
Vào phút thứ 20 của tập phim, Pikachu làm ngừng tên lửa vắc-xin bằng đòn 100.000 Vôn của nó, gây ra một vụ nổ lớn với nhiều ánh chớp xanh và đỏ. Mặc dù thứ ánh sáng này cũng từng xuất hiện trong một phần tương tự của tập phim, nhưng hai kỹ xảo hoạt họa được sử dụng ngay thời điểm đó có tên là "paka paka" (パカパカ) và "flash" khiến cho cảnh phim bị phóng đại đến mức dữ dội, với những luồng chớp nhấp nháy cực sáng, có tần suất 12 Hz diễn ra trong khoảng bốn giây ở kích thước gần trọn màn hình, và sau đó là hai giây toàn màn hình. "Paka paka" đã từng được sử dụng nhiều trong các tập phim Pokémon trước đó, và thậm chí là trong một vài bộ anime truyền hình nổi tiếng khác như Voltron, Thủy thủ Mặt Trăng và Speed Racer.
Ngay lúc này, người xem đài đã bắt đầu cảm thấy mờ mắt, đau đầu, chóng mặt và buồn nôn. Một số thậm chí co giật, mù đột ngột, nôn ra máu và mất hẳn ý thức. Báo cáo của Cục Phòng cháy chữa cháy Nhật Bản cho biết đã có tổng cộng 685 khán giả gồm 310 nam và 375 nữ, hầu hết là trẻ em, được đưa đến bệnh viện bằng xe cứu thương; cá biệt có một người đàn ông 58 tuổi. Dù nhiều nạn nhân đã hồi phục trên đường đến bệnh viện, vẫn có hơn 150 người phải vào nhập viện. Hai trường hợp phải tiếp tục nằm điều trị trong bệnh viện suốt hai tuần. Một số người khác đã lên cơn co giật khi xem một phần của cảnh phim được phát lại trong chương trình tin tức tường thuật vụ việc nói trên vào lúc 21:00 cùng ngày. Chỉ một phần nhỏ trong số 685 nạn nhân được chẩn đoán là mắc bệnh quang động kinh từ trước.
Một nghiên cứu sau đó cho thấy 5-10% khán giả có những triệu chứng nhẹ và không cần đến bệnh viện điều trị. 12.000 khán giả khác không đến bệnh viện bằng xe cấp cứu đã báo lại rằng mình có những biểu hiện bệnh nhẹ; tuy nhiên, những triệu chứng ấy dường như khớp với phân ly tập thể hơn là động kinh cơn lớn. Bên cạnh đó, một số học sinh giả vờ bệnh nặng để nhập viện vì không muốn đến trường vào hôm sau. Một nghiên cứu trên 103 bệnh nhân trong ba năm sau sự kiện cho thấy phần lớn họ không còn bị co giật nữa. Các nhà khoa học tin rằng chính những ánh chớp sáng đã gây ra cơn quang động kinh, trong đó những kích thích thị giác tương tự có thể làm biến đổi ý thức. Tương tự, Tiến sĩ Fukuyama Yukio, một chuyên gia về bệnh động kinh ở tuổi vị thành niên, cho biết các tia sáng và màu sắc từ màn hình TV có thể kích thích nên một hội chứng gọi là "động kinh truyền hình". Hầu hết nạn nhân trước đó đều không gặp vấn đề gì khi quan sát các cảnh chớp nháy, và việc xem tập phim qua TV màn hình lớn trong một không gian phòng nhỏ hẹp đã vô tình làm trầm trọng thêm chứng bệnh. Dù chỉ có khoảng 1 trên 4.000 người dễ mắc chứng động kinh này, số nạn nhân của "Dennō Senshi Porigon" là chưa từng thấy trong lịch sử.
Cả Ủy ban Truyền thông Liên bang Hoa Kỳ và các cơ quan tương tự của một số nước châu Âu đều nhận thức được những nguy hiểm có thể gặp phải khi tiếp xúc trực tiếp với cảnh phim sử dụng đèn chớp nhấp nháy liên tục như vậy, và đã sớm ban ra những lệnh cấm cũng như tự kiểm duyệt những chương trình có màu sắc thay đổi với tần suất cao trong những năm trước đó. Từ năm 1994, người Anh yêu cầu các tin quảng cáo và chương trình truyền hình nước họ hạn chế sử dụng những hình ảnh chớp nháy quá 3 lần/giây, sau vụ một quảng cáo mì sợi gây ra các cơn co giật bởi cùng nguyên do. Bản thân công ty Nintendo, hãng sản xuất ra dòng trò chơi được chuyển thể thành anime Pokémon, cũng từng nhận phản ánh từ một số khách hàng trẻ tuổi đã lên cơn co giật sau khi chơi game trên các dòng máy của họ. Công ty phải dán thêm những nhãn cảnh báo trên các phần mềm của mình, trong đó tuyên bố rằng đồ họa và hình ảnh động trong trò chơi có thể gây ra shigeki—chỉ sự kích thích mạnh có thể dẫn đến bất tỉnh hoặc co giật.

## Hệ quả
Tin tức về vụ tai nạn đã nhanh chóng truyền đi khắp Nhật Bản và gây chấn động. Hàng ngàn phụ huynh đổ ra đường biểu tình ngay trong đêm nhằm bày tỏ bất mãn trước sự tắc trách của nhà nước trong khâu quản lý chiếu phát, nhất là với một chương trình hướng đến thiếu nhi. Ngày hôm sau, đài truyền hình điều hành sản xuất và phát sóng tập phim này là TV Tokyo đã gửi thông điệp xin lỗi công khai đến toàn thể người dân Nhật Bản, đồng thời đình chỉ chương trình và cam kết sẽ mở cuộc điều tra về nguyên nhân gây ra cơn động kinh. Thủ tướng Nhật Bản khi ấy là Hashimoto Ryūtarō cũng bị cuốn vào cuộc tranh cãi. Ông ví các tia chớp sáng như một thứ vũ khí, bởi vì mức độ tác động của chúng lên người xem là khó có thể lường hết được. Cơ quan Cảnh sát Quốc gia đã chỉ thị cho Văn phòng cảnh sát Atago thẩm vấn nhà sản xuất anime về nội dung chương trình và quá trình thực hiện tập phim. Bộ Y tế, Lao động và Phúc lợi triệu tập một cuộc họp khẩn nhằm thảo luận với các chuyên gia và thu thập thông tin từ bệnh viện. Hơn 940 nhà bán lẻ video trên khắp Nhật Bản đã loại bỏ anime Pokémon khỏi cửa hàng của mình. Sàn chứng khoán Tokyo ngay lập tức có phản ứng, và cổ phiếu của Nintendo giảm mạnh 400 yên (gần 5%) xuống còn 12.200 yên khi tin tức về vụ việc được lan truyền. Sau đó, chủ tịch Nintendo lúc bấy giờ là ông Yamauchi Hiroshi đã phát biểu trong một cuộc họp báo ngay khi tập phim vừa chiếu một ngày, rằng công ty trò chơi điện tử không chịu trách nhiệm về sự cố, bởi trò chơi Pokémon nguyên bản trên Game Boy được phát hành chỉ với hai màu trắng đen. Nintendo thậm chí phủ nhận mối liên kết giữa trò chơi và bộ phim, do lo ngại ảnh hưởng đến việc kinh doanh của họ trong mùa Giáng sinh năm đó.
Vụ tai nạn này về sau vẫn được báo chí Nhật Bản đề cập đến với tên "Pokémon Shock" (ポケモンショック Pokemon Shokku, Cú sốc Pokémon). Trên thực tế vào ngày 29 tháng 3 năm 1997, chỉ khoảng chín tháng trước khi "Dennō Senshi Porigon" lên sóng, một tập trong bộ anime truyền hình YAT Anshin! Uchū Ryokō cũng khiến cho bốn em nhỏ bị động kinh và phải nhập viện. Tập phim này phát sóng trên kênh truyền hình quốc gia NHK, nhưng không gây ra náo động bởi số nạn nhân quá ít. Sau "Pokémon Shock", nhà chức trách điều tra ngược lại và kết luận nguyên nhân ở cả hai tai nạn là giống nhau, đều xuất phát từ những hình ảnh chớp có màu đỏ nhấp nháy quá nhanh. Shudō Takeshi, lúc bấy giờ là chỉ đạo kịch bản của anime Pokémon, chia sẻ rằng nhờ cùng chung hoàn cảnh với tính chất khách quan ở hai bộ phim đã giúp cho tác phẩm của ông không còn bị mọi người tẩy chay nữa. Ông nhấn mạnh thêm rằng vụ tai nạn đã vô tình là một cú hích giúp cho anime Pokémon gây được nhiều tiếng vang lớn hơn về sau. Tính đến ngày 30 tháng 1 năm 1998, TV Tokyo đã nhận được tổng cộng 3.076 tâm thư cùng tranh vẽ liên quan đến anime Pokémon do bạn xem đài gửi về, trong đó có hơn 70% ý kiến lo lắng về tương lai chương trình và hy vọng nó sẽ sớm được tái phát sóng.
Sau vụ chiếu "Dennō Senshi Porigon", anime Pokémon đã bị gián đoạn khoảng bốn tháng trước khi xuất hiện trở lại vào tháng 4 năm 1998 với hai tập "Pikachū no Mori" và "Ībui 4 Kyōdai", đạt tỉ suất khán giả 16,2%. Sau thời gian gián đoạn, lịch chiếu của bộ phim đã được chuyển từ thứ Ba sang thứ Năm hàng tuần. Ca khúc mở đầu cũng được làm lại, và cảnh màu đen thể hiện nhiều loài pokémon khác nhau ở chính giữa đã được chia đều thành bốn khung hình nhỏ trên màn ảnh. Trước sự cố động kinh, đoạn nhạc dạo cho hiện một hình pokémon ở mỗi lần đổi cảnh. Trước khi nối lại việc phát sóng, "Báo cáo Thanh tra Vấn đề Anime Pocket Monsters" (アニメ ポケットモンスター問題検証報告 Anime Poketto Monsutā Mondai Kenshō Hōkoku) đã được phát sóng tại Nhật Bản vào ngày 11 tháng 4 năm 1998 nhằm giải thích chi tiết về những vấn đề liên quan đến tập 38 của bộ phim này. Vào ngày 16 tháng 4 năm 1998, trước khi phát sóng tập 39 tại Nhật Bản, một đoạn phim dài 3 phút (một số đài địa phương dài gần 2 phút) được phát sóng, với người dẫn chương trình là nữ biên tập viên Yadama Miyuki một lần nữa thay mặt nhà sản xuất xin lỗi khán giả, sau đó cô giải trình lại những gì đã xảy ra với bộ phim cùng những khuyến cáo về sức khỏe khi xem truyền hình mới được công bố.
Nhiều đài truyền hình Nhật Bản và quan chức y tế đã cùng tìm cách để bảo đảm rằng sự cố này sẽ không bao giờ lặp lại nữa. Họ đưa ra một loạt quy cách cho các chương trình hoạt hình trong tương lai, bao gồm:
- Những hình ảnh chớp, đặc biệt là chớp màu đỏ, không nháy nhanh quá 3 lần/giây. Nếu hình ảnh không có màu đỏ, nó cũng không nháy quá 5 lần/giây.
- Hình ảnh chớp không được hiển thị quá hai giây.
- Đường sọc, xoáy và hình tròn đồng tâm không chiếm phần lớn màn hình TV.

Kể từ ngày đó, tất cả anime truyền hình tại Nhật Bản đều bị bắt buộc hiển thị một thông điệp chạy chữ hàm ý cảnh báo ở phần đầu mỗi tập phim như sau: "Khi xem hoạt hình, xin bạn bật sáng đèn phòng và không ngồi quá sát màn hình." (テレビアニメをみるときは、部屋をあかるくして近づきすぎないようにしてみてくださいね。) Hàng loạt đài địa phương cũng tiến hành những biện pháp tự kiểm duyệt các chương trình, qua đó thay đổi phương cách sản xuất và phát sóng của ngành truyền hình Nhật Bản về sau. Do ảnh hưởng từ sự cố, các tập "Rougela no Christmas" và "Iwark de Bivouac" cũng bị thay đổi ngày dự định phát sóng ban đầu tại Nhật Bản. Hai tập phim này vốn lên kế hoạch chiếu sau "Dennō Senshi Porigon" lần lượt vào các ngày 23 tháng 12 năm 1997 và 6 tháng 1 năm 1998. Chúng bị hoãn lại đến tận ngày 5 tháng 10 năm 1998 và trở thành suất chiếu đặc biệt khi được phát sóng liên tục suốt một giờ. Trật tự phát sóng bị xáo trộn khiến cho Satoshi vào tối ngày hôm đó vẫn chỉ mới có trong tay Hitokage thay vì hình thái tiến hóa cuối cùng của nó là Lizardon, trong khi Kasumi hiện mới sở hữu Starmie và Tattsū chứ chưa xuất hiện Togepi. Tương tự, một tập đặc biệt mừng năm mới dự kiến chiếu xen giữa hai tập phim trên vào ngày 30 tháng 12 năm 1997 cũng bị hủy bỏ do TV Tokyo tránh tối đa các chương trình đề cập đến Pokémon sau vụ việc.
Nhằm ngăn không để lặp lại bất kỳ sự cố tương tự nào, nhà sản xuất đã quyết định cấm triệt để khả năng phát lại tập phim này trong tương lai. Với việc Nintendo thu hồi vĩnh viễn bản quyền phát sóng "Dennō Senshi Porigon", bản thân tập phim chưa từng được phát lại tại bất kỳ quốc gia nào ngoài Nhật Bản. Trong một nỗ lực nhằm loại bỏ sự cố này ra khỏi tâm trí công chúng và ngăn ngừa tổn thương, các tập sau của bộ anime chưa bao giờ tập trung lại vào Porigon. Hai hình thái tiến hoá tiếp theo của nó, Porigon2 và Porigon-Z, đã không được xuất hiện trong anime suốt một thời gian dài. Tuy vậy, cả hai pokémon này đã được nhìn thấy trong đoạn nhạc dạo "World of Pokémon" của phim điện ảnh anime Pokémon Movie 15 vào năm 2012. Porigon2 còn góp mặt trong bài hát đầu mở đầu phiên bản tiếng Anh của Pokémon Chronicles và "Pokérap GS", trong đó thể hiện tất cả pokémon Thế hệ II ngoại trừ Celebi. Một trong các nhà biên kịch dòng anime là Iwane Masaaki cũng từng đề cập đến khả năng Porigon và những hình thái tiến hóa của nó sẽ góp mặt trong các tập phim tương lai.

### Phản ứng quốc tế
Một bài báo công kích toàn bộ ngành công nghiệp hoạt hình Nhật Bản nhanh chóng xuất hiện trên tờ USA Today của Hoa Kỳ. Được viết bởi Jefferson Graham và Tim Friend, bài báo khẳng định rằng "trẻ em Mỹ không có khả năng bị động kinh bởi các bộ phim hoạt hình trên TV", chủ yếu là do hệ thống nhà đài Mỹ không chiếu "những bộ phim hoạt hình đồ họa của Nhật Bản được gọi là 'anime'" với "kiểu hoạt họa vồ vập" của chúng. Bài báo đã khiến cộng đồng người hâm mộ anime ở Mỹ phẫn nộ. Thực tế là anime đã rất phổ biến bên ngoài Nhật Bản từ trước đó, thậm chí ngay trên các kênh truyền hình Mỹ. Khi Alfred R. Kahn, cựu giám đốc điều hành của 4Kids Entertainment, công bố vào tháng 1 năm 1998 rằng anime Pokémon sẽ được phát sóng tại Hoa Kỳ, nhiều bậc cha mẹ đã bày tỏ quan ngại về sức khỏe của con cái mình sau vụ việc kinh hoàng nửa tháng trước ở Nhật Bản. Tuy nhiên Kahn đã lên tiếng trấn an họ, ông tin tưởng rằng mọi chuyện sẽ ổn cả; "Chúng tôi đã nhìn nhận vấn đề một cách nghiêm túc và khắc phục nó" — ông nói với USA Today. Quả thật tập phim sau đó đã được 4Kids Entertainment lồng tiếng và sửa đổi để làm chậm lại ánh chớp sáng, nhưng cuối cùng vẫn không được phát sóng.
Truyền thông Hàn Quốc phản ứng ngay lập tức sau sự cố, nhấn mạnh mức độ nghiêm trọng qua tuyên bố "90% học sinh tiểu học của Nhật Bản đang theo dõi loạt phim này." Tháng 6 năm 1999, kênh truyền hình SBS thực hiện một phim tài liệu về sức hút của Pokémon, trong đó đề cập đến sự cố năm 1997 như một yếu tố "ngẫu nhiên" làm dòng sản phẩm này càng trở nên nổi tiếng hơn bao giờ hết. Chương trình cũng nhằm mục đích giới thiệu việc phát sóng loạt phim tại Hàn Quốc vào tháng tiếp theo như một sự phối hợp giữa SBS và Daewon Media, ít lâu sau khi chính phủ nước này dỡ bỏ một phần lệnh cấm nhập khẩu các văn hóa phẩm Nhật Bản. Để dập tắt những lời bàn tán trong dư luận, SBS đã tuyên bố sẽ biên tập lại tất cả những cảnh phim có sử dụng đèn chớp, và tập phim thứ 38 gây ra bệnh động kinh đó sẽ không bao giờ được phát sóng do sự kiểm duyệt từ phía Nhật Bản. Khán giả Hàn Quốc đã phản hồi tích cực sau khi phim được ra mắt trên truyền hình mà không bận tâm đến "Pokémon Shock".
Báo chí và dư luận Nga cũng loan tin rộng rãi về sự cố này. Nhà nghiên cứu Victor Chibrikin của Viện Lý hóa Semenov khẳng định "Pokémon Shock" là một vụ thử vũ khí hủy diệt hàng loạt của Nhật Bản, nhằm tác động đến dao động điện từ tự nhiên của não bộ. Trưởng bộ môn Psychocorrection của Học viện Y Moskva (nay là Đại học Y khoa Quốc gia Moskva I.M. Sechenov 1), Phó tiến sĩ Igor Smirnov, tiết lộ rằng khi nghiên cứu đoạn phim gây nên các cơn co giật, ông phát hiện ra trong đó có "hình bóng lờ mờ của một chữ tượng hình nào đó". Phó giám đốc Viện nghiên cứu Psychoecology Elena Rusalkina trong bài trả lời phỏng vấn trên báo Argumenty i Fakty thậm chí tuyên bố hoàn toàn nghiêm túc rằng cơn động kinh của trẻ em là do "một chữ tượng hình nào đó được cài vào phim". Những người sản xuất bộ anime cũng bị cáo buộc kích thích tiềm thức khán giả thông qua hiệu ứng thông điệp vô hình mang hình ảnh của lãnh đạo phong trào tôn giáo cấp tiến Aum Shinrikyo là Asahara Shōkō và hình ảnh của thần Shiva trong Ấn Độ giáo, tuy không thấy có bằng chứng nào về những tác động kiểu như vậy. Tháng 12 năm 2000, mùa thứ nhất của anime Pokémon được phát sóng trên kênh Truyền hình đại chúng Nga (ORT). Trước buổi chiếu tập phim đầu tiên, Trưởng ban Các chương trình thiếu nhi của ORT là Sergei Suponev đã cam đoan với khán giả về sự vô hại của tác phẩm:
“ Kế hoạch phát sóng chương trình này của chúng tôi có thể bị ai đó xem là điên khùng. Có rất nhiều lời ra tiếng vào xung quanh bộ phim này trên khắp thế giới. Thực ra đây là thứ khá vô hại. Một câu chuyện dễ thương về một cậu bé cứu những con thú nhỏ, dạy chúng chiến đấu vì cái thiện và công lý. Cũng có những kẻ xấu muốn mang chúng vào vườn thú để kiếm một số tiền lớn — đó là tất cả những gì được coi là bê bối trong phim này. ”— Sergei Suponev   

## Tác động văn hoá
Sự cố "Pokémon Shock" đã được nhắc đến nhiều lần trong văn hoá đại chúng, bao gồm một tập phim trong The Simpsons có tựa đề "Thirty Minutes over Tokyo" (tạm dịch: "Ba mươi phút qua Tokyo"). Trong tập này, gia đình Simpson du lịch tới Nhật Bản. Khi dừng chân tại một khách sạn ở Tokyo, Bart xem một bộ phim hoạt hình có robot với đôi mắt laser nhấp nháy, và hỏi: "Có phải đó là bộ phim hoạt hình gây ra động kinh không?" Con mắt chớp nháy khiến cậu bị co giật, và những người khác trong căn phòng cũng nhanh chóng bị lên cơn động kinh (dù ban đầu Homer tự lăn lộn trên sàn là do bắt chước những người khác). Tên của bộ phim hoạt hình đó được tiết lộ là Chiến đấu với robot động kinh. Một tập phim South Park có tựa "Chinpokomon", chiếu lần đầu tiên vào tháng 11 năm 1999, xoay quanh một hiện tượng tương tự như Pokémon, được gọi là Chinpokomon, làm cho những đứa trẻ ở South Park bị ám ảnh. Trong tập này, đồ chơi và trò chơi điện tử Chinpokomon đã được bán cho trẻ em Mỹ ở South Park bởi một công ty Nhật. Chủ tịch công ty, ông Hirohito, dùng chúng để tẩy não trẻ em Mỹ, biến chúng thành những binh sĩ riêng của mình để lật đổ "đế quốc" Mỹ "tàn ác". Những đồ chơi này bao gồm một băng video game trong đó người chơi cố gắng đánh bom Trân Châu Cảng. Trong khi đang chơi trò chơi này, một đứa trẻ tên Kenny McCormick đã bị động kinh và chết, gợi lại sự cố động kinh Pokémon.
Trong một tập phim của Drawn Together, Ling-Ling, một sinh vật nhái theo Pikachu, nói rằng mục đích của nó ở trong nhà Drawn Together là để "hủy diệt tất cả, và làm cho trẻ em bị động kinh". Một cảnh phim với hàng loạt ánh chớp sau đó được xem là nhại lại tập Pokémon này. Trong So Yesterday, một cuốn tiểu thuyết sáng tác bởi Scott Westerfeld, tập phim này được đề cập và chiếu cho một trong số các nhân vật xem. Ánh chớp đỏ gây ra cơn động kinh cũng xuất hiện trong lời dẫn truyện. "Pokémon Shock" thậm chí được ghi vào ấn bản 2004 và Gamers Edition 2008 của sách Kỷ lục Guinness Thế giới, nằm trong hàng mục nổi cộm với dòng chữ "Kỷ lục về số người bị lên cơn quang động kinh do một chương trình truyền hình".
Năm 1998, quân đội Hoa Kỳ đề ra dự án sản xuất một loại vũ khí phi sát thương sử dụng bom xung điện từ, với mục tiêu gây ra cơn co giật ở những người bị nó làm ảnh hưởng; ý tưởng này bắt nguồn từ các phân tích của họ về tác động sau vụ "Dennō Senshi Porigon". Vũ khí này sẽ khống chế các tế bào thần kinh và khớp thần kinh, mà theo Trung tâm Tình báo Mặt đất Quốc gia có thể gây động kinh hàng loạt. Phạm vi ảnh hưởng của vũ khí có thể lên đến vài trăm mét, và những người bị nó khống chế sẽ lên cơn co giật suốt năm phút. Tuy nhiên Lầu Năm Góc sau đó đã tuyên bố rằng ý tưởng này sẽ không được tiếp tục phát triển theo kế hoạch và dự án này cũng chưa bao giờ được tiến hành chính thức.